# Перюкс
Перюкс — озеро на территории Лендерского сельского поселения Муезерского района Республики Карелия.

## Общие сведения
Площадь озера — 0,6 км², площадь бассейна — 4,8 км². Располагается на высоте 175,8 метров над уровнем моря.
Форма озера лопастная, продолговатая, вытянуто с северо-запада на юго-восток. Берега озера каменисто-песчаные, местами заболоченные.
Протокой, вытекающий с юго-запада озера, соединяется с озером Тулос.
Населённые пункты возле озера отсутствуют. Ближайший — посёлок Кимоваара — расположен в 18,5 км к северо-востоку от озера.
Озеро расположено в 15 км от Российско-финляндской границы.
Код водного объекта в государственном водном реестре — 01050000111102000011127.